# Alpedrinha
Alpedrinha ist eine Ortschaft und Gemeinde im mittleren Norden Portugals. Überregional bekannt ist das traditionelle Schäferfest Transumância, das auch als gastronomisches Volksfest gilt.

## Geschichte
Möglicherweise bestand hier bereits bei Eintreffen der Römer eine befestigte Siedlung der Castrokultur. Die Römer nannten die Ortschaft Petratinia. Teile einer Römerstraße aus dem 1. Jahrhundert n. Chr. sind hier erhalten geblieben.
Vermutlich entstand die heutige Ortschaft im Zuge der Besiedlungspolitik während der mittelalterlichen Reconquista neu und wurde 1202 Sitz eines ersten Verwaltungsbezirks.
1675 erhielt der Ort Stadtrechte von König D. Pedro II. und wurde zur Kleinstadt (Vila) erhoben. Es blieb Verwaltungssitz bis 1855, als der Kreis Alpedrinha aufgelöst wurde. Seither ist Alpedrinha eine Gemeinde im Kreis Fundão.

## Verwaltung
Alpedrinha ist eine Gemeinde (Freguesia) im Kreis (Concelho) von Fundão, im Distrikt Castelo Branco. In ihr leben 930 Einwohner auf einer Fläche von 16 km² (Stand 19. April 2021).
Folgende Ortschaften liegen in der Gemeinde:

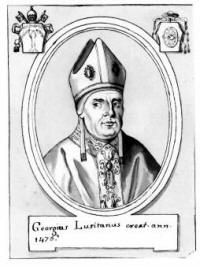
Jorge da Costa

- Alpedrinha
- Monte da Touca
- Quinta Álvaro Mendes
- Quinta Anjo da Guarda
- Quinta da Tapada
- Quinta do Emeli
- Quinta do Loureiro
- Termas da Touca
- Touca

## Söhne und Töchter der Gemeinde
- Jorge da Costa (1406–1508), Kardinal, Erzbischof von Lissabon